# دوري كرة القدم الإسكتلندي 1915–16
دوري كرة القدم الإسكتلندي 1915–16 (بالإنجليزية: 1915–16 Scottish Football League)‏ هو موسم من دوري كرة القدم الإسكتلندي. أشرف على تنظيمه اتحاد إسكتلندا لكرة القدم، وفاز فيه نادي سلتيك.